# 西芒·梅特
小西芒·梅特（葡萄牙語：Simão Mate Junior，1988年6月23日—）是一名莫桑比克足球运动员，曾經效力于西班牙足球甲级联赛球队莱万特。

## 俱乐部生涯
2005年，西芒在莫桑比克球队费罗维里奥开始足球生涯。2007年夏季，他前往希腊足球超级联赛球队帕纳辛奈科斯试训三周，并被当时球队的主教练何塞·佩塞罗相中，和球队签约4年。他迅速融入球队，身体力量等各方面让人印象深刻。2008年，荷兰人亨克·滕卡特成为帕纳辛奈科斯的主教练。由于球队的中场球员遭遇伤病困扰，人员不足，滕卡特将西芒从中后卫的位置提升到防守中场。西芒在新位置有着出色的表现，成为帕纳辛奈科斯中场不可或缺的一名球员。他曾被意大利报纸都灵体育报列为世界最有潜力的40名年轻球员之一，这也是首名莫桑比克球员入选该榜单。2008/2009赛季，西芒入选欧足联评选出的欧冠联赛10大希望之星之一。2009年2月20日，他和帕纳辛奈科斯签订一份2012年6月到期的新合同，违约金被大幅提高。
2012年6月14日，在合同到期前16天，西芒和帕纳辛奈科斯提前解约。5天后，西芒来到中国，加盟中国足球超级联赛球队山东鲁能泰山，和荷兰教练滕卡特会合。4天后，他在山东鲁能主场对阵上海申鑫的比赛中首发登场，第一次在中超联赛亮相，帮助山东鲁能3比1击败对手终结俱乐部7场联赛不胜的记录。但是，在9月份滕卡特下课之后，西芒在球队的位置变得不再稳固。赛季结束后，新任主教练拉多米尔·安蒂奇更喜欢在后腰位置使用罗达·安塔尔，遂决定放弃西芒。
2013年3月，西芒以自由身的身份和西班牙足球甲级联赛球队莱万特签约。

## 国家队生涯
2007年，西芒首次入选莫桑比克国家足球队，他曾代表莫桑比克参加2010年非洲國家盃。

## 荣誉
帕纳辛奈科斯
- 希腊足球超级联赛: 2009–10
- 希腊杯: 2010